# 納普溪脂鯉
納普溪脂鯉，為輻鰭魚綱脂鯉目脂鯉亞目頂器脂鯉科的其一種，分布於南美洲巴西Cuiabá河及巴拉圭河上游流域，體長可達3.2公分，棲息在底中層水域，生活習性不明。